# Tramontana (S-74)
Pour les articles homonymes, voir Tramontana.
Le Tramontana (numéro de coque : S-74) est le quatrième sous-marin de classe Agosta de la marine espagnole. Il a été construit aux chantiers navals Empresa Nacional Bazán à Carthagène, et sa marraine était Concepción Villalba Ibáñez, l’épouse du ministre de la Défense Narcís Serra. Jusqu’à l’achèvement du grand carénage du Galerna au second semestre 2021, il fut un temps le seul sous-marin opérationnel de la marine espagnole.

## Conception
Partant de la modernisation qui emportait avec elle le deuxième grand carénage des sous-marins de classe Daphné (environ dix ans de vie), la Direction technique des constructions navales française a projeté un nouveau type de sous-marin océanique à propulsion conventionnelle. Le programme naval quinquennal de 1970-1975 comprenait quatre unités qui ont ensuite reçu les noms d’Agosta, Bévéziers, La Praya et Ouessant.
En 1971, une commission a été nommée pour étudier le type de sous-marin qui convenait le mieux à la marine espagnole, car il faut se rappeler qu’à cette époque, la possibilité de la construction d’un sixième Daphné était envisagée. Cette commission s’est immédiatement mise au travail et a analysé les projets disponibles ou plus accessibles à ce moment-là. Le choix s’est réduit à seulement deux modèles, les Agosta français susmentionnés et les sous-marins allemands type 209, dont depuis 1968 un grand nombre d’unités avaient été construites. Sa diffusion dans les différentes marines était très importante. En raison du changement de technologie qu’aurait entraîné le choix du modèle allemand, et de la difficulté qu’aurait posée la mise en œuvre par la force sous-marine de deux types de sous-marins totalement différents, avec tous les problèmes logistiques et de formation que cela entraînerait, la recommandation de la commission navale a été d’opter pour le modèle Agosta.

## Historique

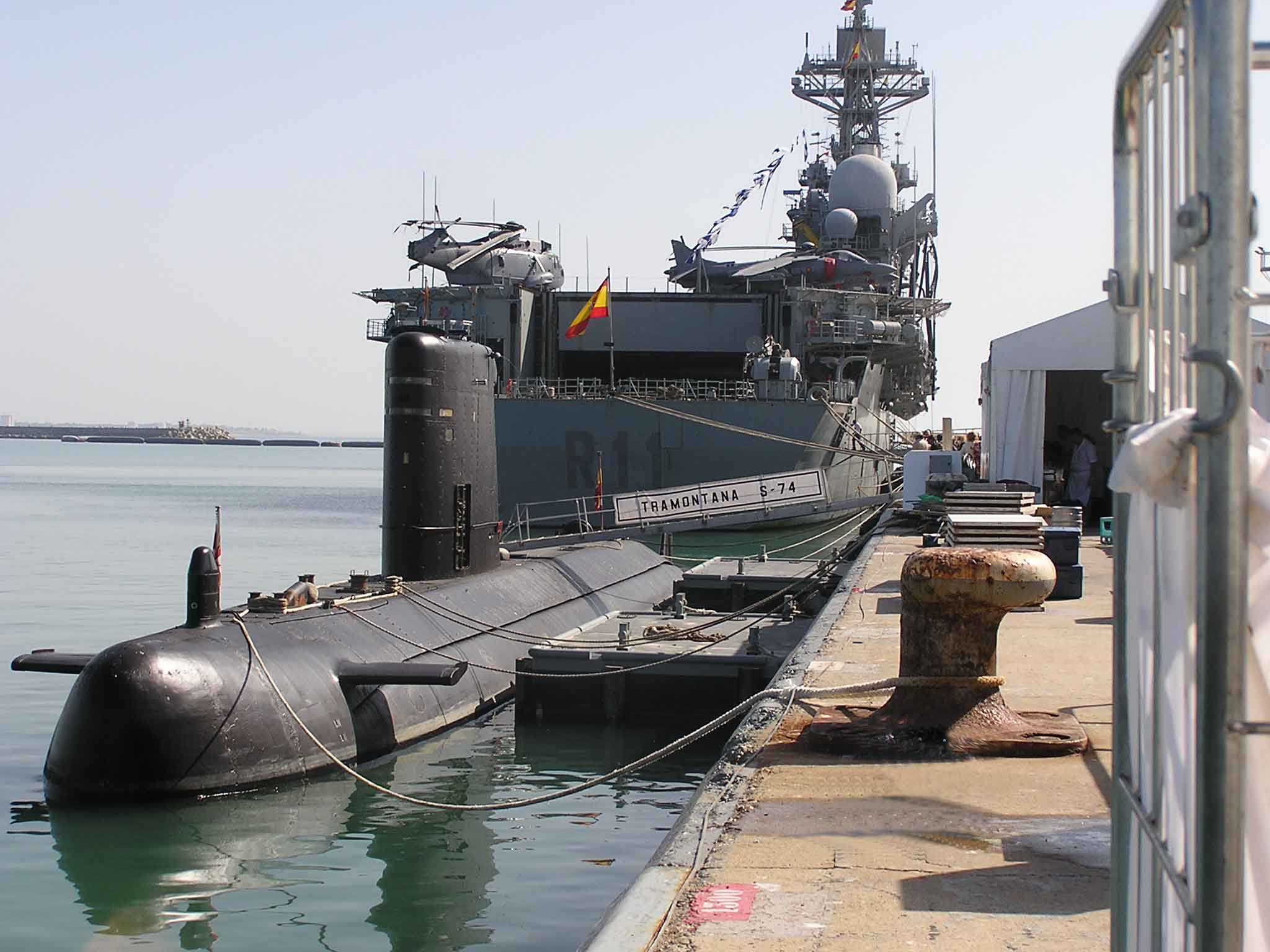
Le sous-marin Tramontana (S-74) accostant à la base de Rota ; en arrière-plan le porte-avions (déjà à la retraite) Príncipe de Asturias

Une partie du film Navy Seals : Les Meilleurs a été tournée sur ce navire en novembre 1989. Dans ce film réalisé par Lewis Teague et interprété par Charlie Sheen, Michael Biehn, Joanne Whalley, Rick Rossovich et Cyril O'Reilly, O’Reilly, le pétrolier de la flotte Teide, déjà désarmé, a été partiellement incendié.
Le 17 octobre 2001, alors qu’il effectuait des exercices en mer au large de Carthagène, il est entré en collision avec un haut-fond non indiqué sur les cartes.
En 2002, il participe aux opérations de récupération de l’îlot Persil.
En septembre 2007, il a été désamarré du quai des installations des chantiers navals de Navantia et remorqué vers le quai de l’ancien club de régate, dans la jetée Alfonso XII, bien qu’il n’ait pas eu d’impact.
Le 13 décembre 2008, il a subi une voie d'eau dans la section centrale lors d’un essai de routine après avoir subi un grand carénage dans son programme d’entretien. Cette voie d’eau a forcé l’équipage du navire à effectuer une manœuvre d’urgence pour remonter à la surface. Plus précisément, c’est la bonne réaction du sergent Carlos Losana Perales qui a sauvé ses compagnons et le sous-marin.
Le 3 septembre 2009, il a repris la mer après avoir terminé ses réparations, et peu de temps après, dans ce même mois de septembre 2009, il a participé aux exercices Cartago '09, un accident simulé de sous-marin au large de Carthagène, aux côtés des navires Galicia, Neptuno, Mar Caribe, de deux chasseurs de mines de la classe Segura de la marine espagnole et du Clara Campoamor de la SASEMAR. L’exercice simulait le sauvetage de 20 membres de son équipage qui avaient survécu dans la section de proue à un naufrage par 200 mètres de profondeur.
Le 19 mars 2011, il a été annoncé par le gouvernement espagnol qu’il participerait aux forces envoyées prendre part au conflit en Libye, en collaborant à l’opération Unified Protector, dans le cadre de la coalition pour imposer la résolution 1973 du Conseil de sécurité des Nations unies. Il a quitté sa base le 21 mars et a contrôlé pendant plus d’un mois quelque 450 bateaux, dont 40 étaient soupçonnés de transporter des armes et des mercenaires. Il fut remplacé dans cette opération par le Mistral.
Entre le 19 et le 23 mars 2012, il a participé à l’exercice INSTREX-12 aux côtés de onze navires de surface et du sous-marin portugais de classe Tridente Arpão au large de Lisbonne,.

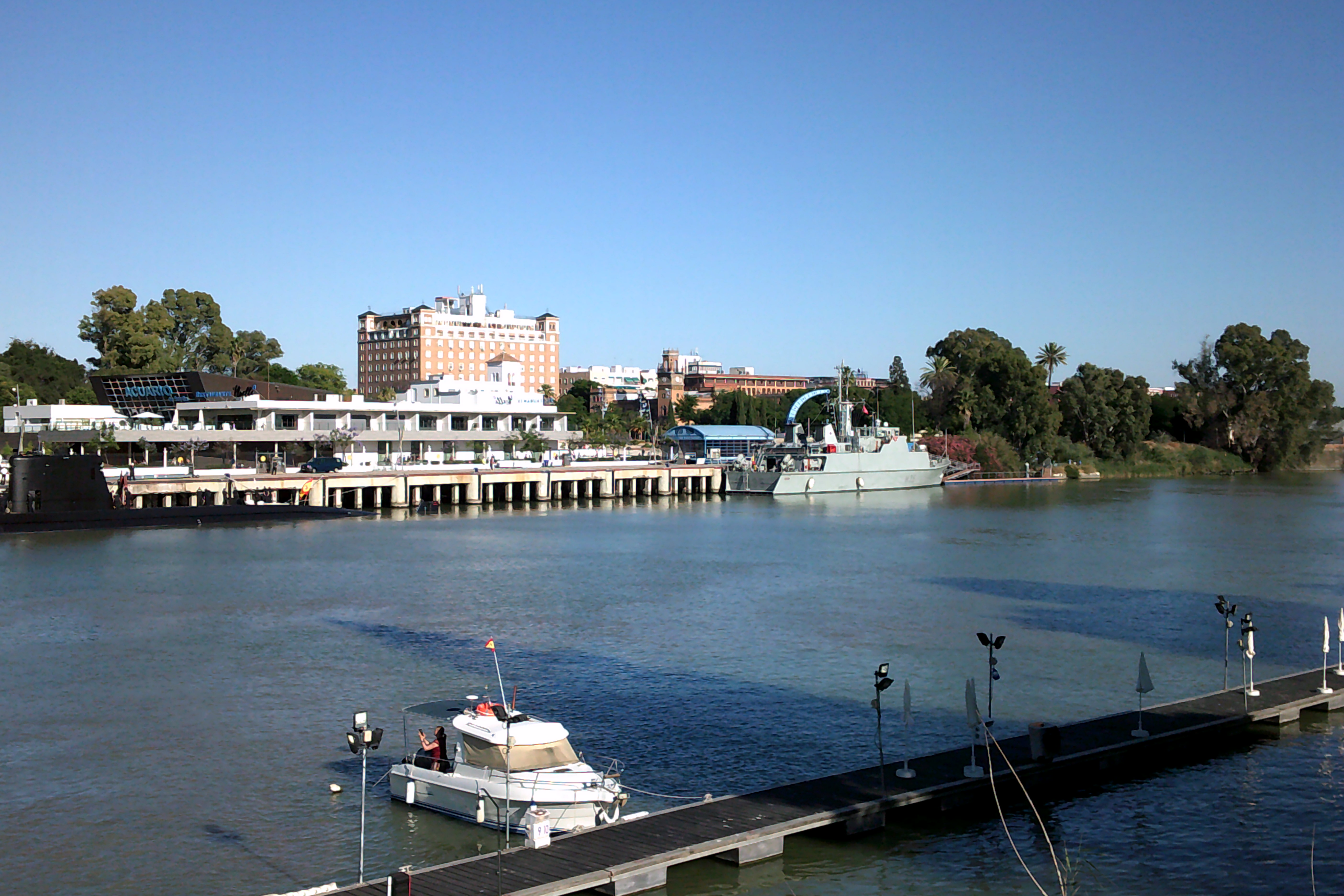
Le sous-marin Tramontana et le navire Duero à Séville en 2019

Le 24 mai 2013, Pedro Argüelles, le secrétaire d’État à la Défense, a déclaré au Congrès des députés qu’en raison des retards dans la construction des sous-marins de classe S-80, des travaux de grand carénage seraient effectués sur le Tramontana, qui en principe aurait dû être désarmé. Le 23 mai 2014, le Conseil des ministres a donné son feu vert au versement de 43 millions d’euros en quatre annuités pour réaliser le grand carénage du Tramontana. Ce grand carénage devait commencer en principe en septembre 2014, bien que le navire soit immobilisé et à l’abri dans les installations de Navantia depuis le 23 avril 2014. Le 1er juillet 2016, il a été remis à flot.
Du 30 mai au 2 juin 2019, il a participé à Séville aux activités de la journée des Forces armées avec les navires Audaz (P-45), Furor (P-46), Centinela (P-72), Duero, et le navire de la Garde civile Río Segura (2010).